# Wellfleet (Nebraska)
Pour l’article homonyme, voir Wellfleet.
La ville américaine de Wellfleet est située dans le comté de Lincoln, dans l’État du Nebraska. Sa population s’élevait à 78 habitants lors du recensement de 2010.

## Source
- (en) Cet article est partiellement ou en totalité issu de l’article de Wikipédia en anglais intitulé « Wellfleet, Nebraska » (voir la liste des auteurs).